# Parachtes
Parachtes is een geslacht van spinnen behorend tot de familie celspinnen (Dysderidae).

## Soorten
- Parachtes andreinii Alicata, 1966
- Parachtes cantabrorum (Simon, 1914)[2]
- Parachtes deminutus (Denis, 1957)
- Parachtes ignavus (Simon, 1882)
- Parachtes inaequipes (Simon, 1882)
- Parachtes latialis Alicata, 1966
- Parachtes limbarae (Kraus, 1955)
- Parachtes loboi Jiménez-Valverde, Barriga & Moreno, 2006
- Parachtes riberai Bosmans, 2017[3]
- Parachtes romandiolae (Caporiacco, 1949)
- Parachtes siculus (Caporiacco, 1949)
- Parachtes teruelis (Kraus, 1955)
- Parachtes vernae (Caporiacco, 1936)